# Phoroncidia kibonotensis
Phoroncidia kibonotensis là một loài nhện trong họ Theridiidae.
Loài này thuộc chi Phoroncidia. Phoroncidia kibonotensis được Albert Tullgren miêu tả năm 1910.